# El Genovés
Pour le peintre, voir Juan Genovés.
El Genovés (nom officiel depuis le 14 septembre 2018 ; en castillan : Genovés), est une commune d'Espagne de la province de Valence dans la Communauté valencienne. Elle est située dans la comarque de la Costera et dans la zone à prédominance linguistique valencienne.

## Géographie

Localisation d'El Genovés
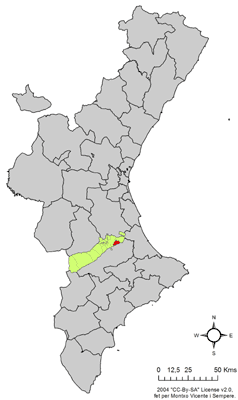
dans la Communauté valencienne.
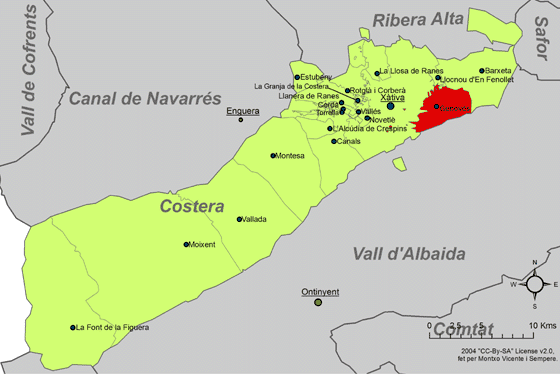
dans la comarque de la Costera.

Depuis Valence, on accède à cette localité en suivant l'A-7 espagnole, puis la N-340 et enfin la CV-610.

### Localités limitrophes
Le territoire communal d'El Genovés est voisin de celui des communes suivantes :
Barxeta, Benigànim, Llocnou d'en Fenollet et Xàtiva, toutes situées dans la province de Valence.

## Histoire
El Genovés fut une métairie arabe, ensuite rattachée à Xàtiva depuis la reconquête du territoire par Jacques Ier d'Aragon jusqu'en 1712. Elle fut instituée en municipalité au début du XIXe siècle.

## Administration
Liste des maires, depuis les premières élections démocratiques.
| Législature | Nom du Maire          | Parti politique                   |
| ----------- | --------------------- | --------------------------------- |
| 1979-1983   | Cándido Jordá Richart | UCD                               |
| 1983-1987   | Cándido Jordá Richart | CDS (Centro Democrático y Social) |
| 1987-1991   | Cándido Jordá Richart | CDS (Centro Democrático y Social) |
| 1991-1995   | Cándido Jordá Richart | UV                                |
| 1995-1999   | Emilio Llopis Oltra   | PP                                |
| 1999-2003   | Emilio Llopis Oltra   | PP                                |
| 2003-2007   | Emilio Llopis Oltra   | PP                                |